# Universidad Interamericana de Panamá
La Universidad Interamericana de Panamá, (UIP)', es una universidad particular (privada), ubicada en la ciudad de Panamá.

## Reseña histórica
La Universidad Interamericana de Panamá fue aprobada en 1992 por Decreto Presidencial e inició operaciones en 1994, con 90 alumnos matriculados. Su evolución como institución va en paralelo al desarrollo del país, con el cual tenemos un firme compromiso.
En el año 2003 se integró a la red de universidades privadas más importante del mundo Laureate International Universities, líder en servicios de educación superior de calidad, que cuenta con universidades en más de 29 países de América, Europa y Asia, tales como Alemania, Brasil, Chile, China, Chipre, Costa Rica, Ecuador, España, Estados Unidos, Francia, Reino Unido, Honduras, México, Panamá, Perú, Suiza, Australia, Indonesia; con más de 900.000 estudiantes en más de 75 instituciones alrededor del mundo.
En el 2006, la UIP inauguró la Facultad de Hotelería, Gastronomía y Turismo, para preparar a los estudiantes con estándares de calidad internacional en las artes culinarias y gestión de la hospitalidad, con instalaciones modernas, equipadas con las últimas tecnologías, cocinas de alta calidad profesional, además de realizar intercambios y prácticas internacionales. En el 2014, la UIP inauguró la sede La Chorrera en el Boulevard Costa Verde y en el 2011, la sede El Carmen en la avenida Brasil.
En mayo de 2014 la Universidad Interamericana y la Universidad ULACIT Panamá se unen y a partir de la fecha producto de la fusión, el nombre del centro es “Universidad Interamericana de Panamá” (UIP).
En julio de 2019, Laureate Education vendió la Universidad Interamericana de Panamá (UIP) al grupo empresarial panameño EXSUSA (Knowledge Systems y Global Education Services), propietarios de las Universidades LATINA Panama, AMERICANA Panama, UNESCPA Internacional y varias escuelas privadas The Oxford School Panamá.

## Facultades
- Ciencias de la Salud
- Hotelería, Gastronomía y Turismo
- Ingeniería, Arquitectura y Diseño
- Ciencias Administrativas, Marítima y Portuaria
- Derecho y Ciencias Políticas

## Sedes
- Campus UIP
- Sede El Carmen (Postgrados y Maestrías)
- Sede La Chorrera

## Vida Universitaria
Vida Universitaria apoya, promueve y contribuye a la formación integral de jóvenes responsables en un ambiente de integración, para que sean profesionales sensibles a su entorno y conscientes de la responsabilidad con su comunidad y el mundo. Para ello, la UIP ha desarrollado programas que se vinculan directamente a la formación deportiva, cultural y ética.

#### Actividades deportivas
- Sóftbol Masculino
- Fútbol (soccer) Masculino
- Fútbol (soccer) Femenino
- Voleibol Femenino
- Fútbol Sala Masculino
- Fútbol Sala Femenino
- Tenis de Mesa Masculino
- Tenis de Mesa Femenino

- Club de Ballet Folclórico
- Club de Teatro
- Club de Instrumentos Musicales y Canto
- Club de Danza Moderna
- Club de Zumba